# Arthur Höltermann
Arthur Ernst Höltermann (* 1906 in Pirmasens; † 1981) war ein deutscher Politiker (SPD) und Staatssekretär in Bayern im Kabinett Ehard I.
Arthur Höltermann absolvierte von 1920 bis 1924 eine Lehre als Elektromonteur bei den Siemens-Schuckert-Werken in Nürnberg. Anschließend machte er sich selbständig und bildete sich berufsbegleitend an der TH Dresden fort. Er arbeitete von 1928 bis 1931 als technischer Berater für Schweizer Nahrungsmittelkonzerne. Anschließend eröffnete er ein eigenes Ingenieurbüro, war aber zwischenzeitlich auch als angestellter Ingenieur tätig.
Der SPD gehörte er seit 1924 an. Nach dem Zweiten Weltkrieg engagierte er sich in Nürnberg in der Neueinrichtung der Stadtverwaltung als Oberbaurat und leitete das Verkehrsdezernat. Er wechselte 1946 in das bayerische Staatsministerium für Sonderaufgaben, zunächst als Ministerialdirektor, dann bis Mai 1947 als Staatssekretär. Das Ministerium hatte Zuständigkeiten im Bereich der Entnazifizierung. Höltermann schied aus dem Amt im Zusammenhang mit Unstimmigkeiten über die hierbei vom Minister Alfred Loritz betriebene Vorgehensweise. Danach amtierte Höltermann bis 1950 als Staatsbeauftragter für die Brennstoffversorgung (Kohle) beim Staatsministerium für Wirtschaft. Anschließend kehrte er in die freie Wirtschaft zurück.
Arthur Höltermann war der jüngere Bruder des Reichstagsabgeordneten Karl Höltermann.